# Bikín
Bikín (en rus Бикин) és una ciutat del krai de Khabàrovsk, a l'Extrem Orient de Rússia. Es troba a la vora el riu Bikín, a 195 km al sud-oest de Khabàrovsk.

## Història
Bikín fou fundada el 1885 amb el nom de Bikínskaia i rebé l'estatus de ciutat el 1938.

## Demografia
| 1939   | 1970   | 1989   | 2002   | 2010   | 2013   | 2015   |
| ------ | ------ | ------ | ------ | ------ | ------ | ------ |
| 15 094 | 17 473 | 19 129 | 19 641 | 17 156 | 16 571 | 16 271 |